# Distretto di Akören
Il distretto di Akören (in turco Akören ilçesi) è uno dei distretti della provincia di Konya, in Turchia.